# 2019年ヨーロッパ競技大会
2019年ヨーロッパ競技大会（2019ねんヨーロッパきょうぎたいかい、Minsk 2019 European Games）はヨーロッパオリンピック委員会（EOC）が主催する第2回のヨーロッパ競技大会であり、6月21日から30日までの期間、ベラルーシの首都ミンスクで開催された。このうち10競技は2020年東京オリンピックの予選をかねている。

## 実施競技
| - アーチェリー - 陸上競技 - バドミントン - バスケットボール - バスケットボール（3x3） - ボクシング - カヌー - スプリント - 自転車競技 - マウンテンバイク - ロード - フェンシング - サッカー - ビーチサッカー | - 体操 - 体操競技 - 新体操 - トランポリン - エアロビック - アクロバティック - 柔道 - 空手道 - サンボ | - 射撃競技 - 卓球 - テコンドー - トライアスロン - バレーボール - バレーボール - ビーチバレー - レスリング - フリースタイル - グレコローマン |

## 参加国・地域
50の国と地域が参加した。
- アルバニア
- アンドラ
- アルメニア
- オーストリア
- アゼルバイジャン
- ベラルーシ (開催国)
- ベルギー
- ボスニア・ヘルツェゴビナ
- ブルガリア
- クロアチア
- キプロス
- チェコ
- デンマーク
- エストニア
- フィンランド
- フランス
- ジョージア
- ドイツ
- イギリス
- ギリシャ
- ハンガリー
- アイスランド
- アイルランド
- イスラエル
- イタリア
- コソボ
- ラトビア
- リヒテンシュタイン
- リトアニア
- ルクセンブルク
- マルタ
- モルドバ
- モナコ
- モンテネグロ
- オランダ
- 北マケドニア
- ノルウェー
- ポーランド
- ポルトガル
- ルーマニア
- ロシア
- サンマリノ
- セルビア
- スロバキア
- スロベニア
- スペイン
- スウェーデン
- スイス
- トルコ
- ウクライナ